# Sportclub Magdebourg
Le Sportclub Magdebourg est un club omnisports allemand, basé à Magdebourg en Saxe-Anhalt. Il compte actuellement six sections : 
- handball : voir SC Magdebourg (handball)
- handball : voir SC Magdebourg (handball féminin)
- aviron
- kayak
- athlétisme
- natation (dont le water-polo)
- gymnastique artistique

## Historique
Le SC Magdebourg a pris la suite de nombreux clubs sportifs fondés pour certains dès la fin du XIXe siècle. Après la réorganisation du sport ordonnée par les autorités politiques de la République démocratique allemande, le Sportclub Aufbau Magdebourg est créé en 1955, et devient le plus important club sportif de la ville. Il compte alors cinq sections : handball, natation, water-polo, gymnastique artistique et… sports d’hiver (section délocalisée à Klingenthal). Les licenciés du SCM ont rapporté à la RDA puis à l’Allemagne réunifiée de très nombreuses médailles dans toutes les compétitions internationales, dont plus d’une soixantaine aux jeux olympiques (6 en 1976, 11 en 1980, 8 en 1992, 7 en 1996 par exemple).

### Aviron
Fondée en mars 1959, la section aviron du SCM a produit quelques grands noms de l’aviron, comme Wolfgang Güldenpfennig, médaillé de bronze en skiff aux JO de 1972 à Munich. Manuela Lutze est double médaillée d’or à Sydney en 2000 et à Athènes en 2004 en quatre de couple femmes.

### Athlétisme
Parmi les grands noms passés par le SC Magdebourg, on relève ceux de Grit Breuer, multimédaillée aux JO, championnats du monde et championnats d’Europe, Nils Schumann, olympique du 800 m aux JO de Sydney en 2000, ou encore le lanceur de javelot Raymond Hecht. Annelie Ehrhardt (100 mètres haies) et Dagmar Käsling (relais 4 × 400 mètres) sont sacrées aux Jeux de Munich en 1972. Actuellement, la lanceuse de poids Nadine Kleinert et le sprinteur Ruwen Faller portent le maillot du SCM et de la sélection allemande.

### Canoë-kayak
Avec le handball, la section canoë-kayak du SC Magdebourg, créée en 1956, est l’une des plus glorieuses car elle a vu passer de nombreux médaillés olympiques de la discipline comme Günter Perleberg, champion olympique aux Jeux de Rome en 1960 sur le relais 4 × 500 m. Olaf Heukrodt fut médaillé d’or en canoë monoplace 500m et médaillé d’argent en 1000 m biplace en 1988 à Séoul. En 2008, aux Jeux de Pékin, Andreas Ihle et Conny Waßmuth remportent l’or en kayak biplace 1 000 mètres, tandis que Fanny Fischer, Nicole Reinhardt, Katrin Wagner-Augustin et Conny Waßmuth s’imposent en kayak K4 500 m.

### Football
Voir article détaillé : 1.FC Magdebourg 
Le club intègre la section football du Motor Mitte Magdebourg en août 1957 qui prend le nom de SC Aufbau Magdebourg. Le 22 décembre 1965, elle devient autonome sous le nom de 1. FC Magdebourg et quitte le giron du club omnisports.

### Handball
Voir 
La section handball du Sportclub Magdebourg est fondée en même temps que le club en 1955. Elle évolue en championnat d'Allemagne de handball et fut l'une des plus grandes équipes du championnat d'Allemagne de l'Est jusqu'en 1991. La section hommes a remporté deux Ligues des champions en 2002 et en 2023.

### Natation
La section natation est également fondée dès 1955. La première médaillée olympique du club fut Barbara Göbel, qui remporta le bronze sur 200 m aux JO de Rome en 1960. Kathleen Nord fut médaillée d’or sur 200 mètres papillon aux JO de 1988 à Séoul. L’un de ses fleurons contemporains est Antje Buschschulte, double championne du monde, triple championne d’Europe et cinq fois médaillée de bronze aux Jeux olympiques entre 1997 et 2006. 

### Sports d’hiver
Seul médaillé olympique du club dans ce domaine, le sauteur à skis Harry Glaß remporte le bronze aux jeux Olympiques de Cortina d'Ampezzo en 1956.